# HMS King George V (41)
HMS King George V (41) va ser el vaixell principal dels cinc cuirassats britànics King George V de la Royal Navy britànica, sent botat el 1939.
El King George V va ser nomenat vaixell insígnia de la British Home Fleet l'1 d'abril de 1941, va romandre així durant la resta de la guerra i es va convertir en un cuirassat d'entrenament el novembre de 1947.

## Construcció
Seguint la tradició de nomenar el primer buc capital construït de cada classe amb el nom d'un nou monarca, en cas d'haver-se produït recentment la successió al tron, estava previst que la nau rebés el nom de King George VI. Però el rei donà instruccions a l'almirallat perquè fos nomenat en honor del seu pare.

## Història
El King George V va ser construït per Vickers-Armstrong a Walker Naval Yard, Newcastle upon Tyne; va ser abocat l'1 de gener de 1937, botat el 21 de febrer de 1939 i posat en servei l'11 de desembre de 1940. El vaixell tenia una eslora total de 227 m, una biga de 34 m i un calat de 10 m. Desplaçava 38.031 tones amb càrrega normal i 42.237 tones amb càrrega completa. Després de la seva reforma el 1944, desplaçava 39.100 tones amb càrrega estàndard i 44.460 tones amb càrrega completa. Podia transportar 3.918 tones de fueloil, 192 tones de gasoil, 256 tones d'aigua de reserva i 444 tones d'aigua dolça. Segons el consum de combustible dissenyat, l'abast era de:  4,000 milles nàutiques (7,400 km; 4,600 mi)   a 25 knots (46 km/h; 29 mph), 10,250 milles nàutiques (18,980 km; 11,800 mi) a 15 knots (28 km/h; 17 mph) i 14,400 milles nàutiques (26,700 km; 16,600 mi) a 10 knots (19 km/h; 12 mph). No obstant això, a la pràctica el consum de combustible era molt més alt, i a 30 km/h l'abast real era d'unes 6,300 milles nàutiques (11,700 km) amb una reserva del cinc per cent. Dissenyat dins de les estrictes limitacions de 35.000 tones del Tractat Naval de Washington, el servei en temps de guerra va requerir augments sobre el desplaçament de disseny, reduint seriosament el francbord i afectant la navegabilitat. Això va ser més agut a la proa ja baixa. Amb massa poca flotabilitat a proa, la proa s'enterrava fàcilment fins i tot en mars moderades, amb esquitxades que s'acostaven a les dues torretes davanteres. La mar forta podia inundar la torreta "A", amarant tant els homes com la maquinària de l'interior.
El primer de la seva classe a ser completat, el King George V va ser comissionat a la seva drassana i va salpar cap a Rosyth, a Escòcia, el 16 d'octubre de 1940; allà va embarcar les seves municions i va començar les seves proves al mar. A finals d'any s'havia unit a la Home Fleet a Scapa Flow . Va creuar l'Atlàntic a principis de 1941 per portar Lord Halifax, l'ambaixador als Estats Units, a Annapolis i va cobrir el comboi BHX 104 en direcció est al seu retorn, arribant a Scapa Flow el 6 de febrer. La seva següent tasca va ser proporcionar cobertura distant per a l'Operació Claymore, l'atac de comando a les illes Lofoten, davant la costa nord-oest de Noruega. Al març, va ser assignat per escortar el comboi atlàntic HX 115, que va salpar de Scapa Flow el 9 de març i va arribar a Halifax, Nova Escòcia, el 15 de març. El rei Jordi V va sortir de Halifax l'endemà per buscar amb el HMS Rodney els cuirassats alemanys Scharnhorst i Gneisenau que atacaven els vaixells de comboi al sud de Cap Race, Terranova, com a part de l'Operació Berlín. Tanmateix, per por d'una concentració de vaixells capitals britànics, els dos cuirassats alemanys van interrompre els seus atacs i van tornar a França. El rei Jordi V es va unir al comboi HX 115 per proporcionar escorta el 20 de març i va tornar a Scapa Flow a finals de març.
El King George V inicià la tasca d'escortar combois el 1941. A més, també participà en la recerca infructuosa dels cuirassats alemanys Scharnhorst i Gneisenau durant l'Operació Berlín de la Kriegsmarine.
Després de l'enfonsament del HMS Hood va ser nomenat vaixell insígnia de la Home Fleet, sota el comandament de l'almirall sir John Tovey, participant en la recerca del botxí del Hood, el cuirassat alemany Bismarck.
El 27 de maig de 1941 disparà en 339 ocasions els seus canons de 355mm i en 660 els de 133mm sobre el Bismarck. El King George V impactà repetidament sobre la superestructura del Bismarck i va ser qui va deixar fora de combat el seu armament principal. A les 10:30 del matí, s'enfonsà el cuirassat alemany.
L'1 de maig de 1942, mentre que escortava el comboi PQ-15 a Múrmansk, col·lidí amb el destructor HMS Punjabi, que resultà enfonsat amb els seus 49 tripulants, i rebent el cuirassat danys a la proa.
Traslladat a la Mediterrània, el King George V proporcionà cobertura amb el foc de la seva artilleria de calibre gruixut a l'Operació Husky, el desembarcament a Sicília, i transportà al Primer Ministre Winston Churchill de tornada al Regne Unit des de la Conferència de Teheran.
Des de 1944 i fins a la rendició del Japó, el King George V serví amb la flota britànica del Pacífic, participant en la batalla d'Okinawa i en el bombardeig final de les illes del Japó. estant present a Tòquio durant la cerimònia oficial de rendició.
Després, tornà a la Home Fleet com a vaixell insígnia el 1946, i 3 anys després va ser destinat a la flota de reserva, fins que el 1957 va ser donat de baixa per ser finalment desballestat.

## Modernitzacions
- A inicis de 1941 se li afegí un radar Type 271
- Al desembre de 1941 se li retiraren els muntatges d'ànima llisa, s'afegiren 32 canons de 2 lliures pon-pon i 18 canons Oerlikon de 20mm, es reemplaçaren les direccions de tir dels canons pon-pon per radars type 273, i s'afegiren 5 radars Type 282
- Entre maig i juny de 1942, aprofitant les reparacions dels danys causats amb la col·lisió amb l'HMS Punjabi, se substituí la bobina desmagnetitzadora externa per una d'interna, i s'afegiren 4 radars Type 285; FM2 MF D/F.
- A finals de 1943 s'afegiren 20 canons de 20mm Oerlikons AA.
- Entre febrer i juliol de 1944 es retiraren 14 canons de 2 lliures Pom-pom, 12 canons de 20mm Oerlikons AA, radar Type273 i HF7DF; afegint-se 38 canons de 2 lliures Pom-pom, 62 canons de 20mm Oerlikons AA i 24 canons Bofors de 40mm AA; el radar Type 279 va ser substituït pel Type 279B, el radar Type 284 el substituí al Type 274; s'afegiren els Type 277, Type 293, 2 Type 282 i 285 i RH2 VHF/DF; se li retirà la catapulta i els hidroavions, que van ser substituïts per una nova superestructura on es localitzaren els seus bots.
- El 1945 se li retiraren 2 canons de 20mm Oerlikon, que van ser substituïts per 2 altres canons de 40mm Bofors.